# Filip IV av Spanien
Filip IV (på spanska Felipe IV), född 8 april 1605 i Valladolid, död 17 september 1665 i Madrid; av ätten Habsburg var kung av Spanien 1621–1665, samt kung av Portugal som Filip III 1621–1640. Han var son till Filip III av Spanien och Margareta av Österrike. 

## Biografi
Filip tillträdde regeringen 1621, 16 år gammal. Han var betydligt intelligentare än sin far, men lika ansvarslös och viljesvag. Han lät landet styras av Gaspar de Guzmán y Pimentel, även känd som "greve-hertig av Olivares", som var en hårdhänt men duglig statsman. Fram till 1643 utövades den egentliga regeringsmakten av Olivares.
Under Filip IV:s regering sjönk Spaniens internationella inflytande. År 1640 led Spanien motgångar i Portugisiska restaurationskriget vilket ledde till att Iberiska unionen upphörde. 
Han var ändock mer energisk än fadern och hade såväl konstnärliga som litterära intressen, bland hans vänner märks konstnären Diego Velázquez.
Han var gift från 1615 med Elisabet av Frankrike (dotter till Henrik IV av Frankrike och Maria av Medici). Hon avled 1644 och 1649 ingick han äktenskap med sin egen systerdotter, Maria Anna av Österrike.

## Familj
Barn med Elisabet av Frankrike
1. Baltasar Carlos (1629–1646), Prins av Asturien
2. Maria Teresa (1638–1683), gift med Ludvig XIV av Frankrike

Barn med Maria Anna av Österrike
1. Margarita Teresa (1651–1673), gift med kejsar Leopold I
2. Carlos (1661–1700), blev efter faders död 1665 Karl II av Spanien

Filip IV hade även ett utomäktenskapligt barn med skådespelerskan Maria Calderon; Juan de Austria den yngre (1629–1679) spansk general och politiker.